# アンコール (back numberのアルバム)
『アンコール』は、back numberメジャーデビュー5年目にして初のベスト・アルバム。

## 概要
- メジャーデビューから5年目を迎えたことを記念してリリースされた初のオールタイム・ベストアルバム。全てのシングル曲に加え、インディーズ時代の楽曲などが収録されている[3]。
- 表記されていないが、全曲にリマスタリング音源が施されており、音質が向上されている。
- 初回盤A、初回盤B、通常盤の3種類同時発売。初回盤は2形態とも三方背BOX仕様[4]。さらにAはライブフォトブック付き。
- 選曲に関して、清水は「これを聴いてもらえばどんなバンドかわかる、のと同時に、どんなバンドでありたいか、という基準で選曲しました。」と語っている[5]。

## 収録曲

### DISC-1
1. 高嶺の花子さん
  - 8thシングル。
2. 花束
  - 2ndシングル。
3. ハッピーエンド
  - 16thシングル。
  - アルバム初収録。
4. クリスマスソング
  - 14thシングル。
5. はなびら
  - 1stシングル。
6. 黒い猫の歌
  - 配信リリースシングル。
  - アルバム初収録。
7. fish
  - 9thシングル。
8. 君がドアを閉めた後
  - 8thシングル「高嶺の花子さん」収録曲。
9. 青い春
  - 7thシングル。
10. 光の街
  - 4thアルバム『ラブストーリー』収録曲。
11. stay with me
  - 1stアルバム『あとのまつり』収録曲。
12. MOTTO
  - 4thアルバム『ラブストーリー』収録曲。
13. 恋
  - 4thシングル。
14. 世田谷ラブストーリー
  - 4thアルバム『ラブストーリー』収録曲。
15. 半透明人間
  - 2ndシングル「花束」収録曲。
16. 日曜日
  - 5thシングル。

### DISC-2
1. 春を歌にして
  - ミニアルバム『逃した魚』収録曲。
2. 僕の名前を
  - 15thシングル
  - アルバム初収録。
3. SISTER
  - 12thシングル。
4. 助演女優症
  - 7thシングル「青い春」収録曲。
5. 繋いだ手から
  - 10thシングル。
6. エンディング
  - 3rdアルバム『blues』収録曲。
7. そのドレスちょっと待った
  - 1stアルバム『あとのまつり』収録曲。
8. わたがし
  - 6thシングル。
9. 電車の窓から
  - 2ndアルバム『スーパースター』収録曲。
10. ヒロイン
  - 11thシングル。
11. 幸せ
  - 1stシングル「はなびら」収録曲。
12. アップルパイ
  - 11thシングル「ヒロイン」収録曲。
13. 003
  - 10thシングル「繋いだ手から」収録曲。
14. 手紙
  - 13thシングル。
15. 思い出せなくなるその日まで
  - 3rdシングル。
16. スーパースターになったら
  - 2ndアルバム『スーパースター』収録曲。

## 収録内容

### CD
| 全作詞・作曲: 清水依与吏（#16、作曲: 清水依与吏 & 川村結花）、全編曲: back number（特記以外）。 |                                                                                  |                                                 |                                                 |                                     |      |
| #                                                                                               | タイトル                                                                         | 作詞                                            | 作曲・編曲                                      |                                     | 時間 |
| 1.                                                                                              | 「高嶺の花子さん」(編曲: back number & 蔦谷好位置)                               | 清水依与吏（#16、作曲: 清水依与吏 & 川村結花 ） | 清水依与吏（#16、作曲: 清水依与吏 & 川村結花 ） | ストリングスアレンジ: 蔦谷好位置    | 4:56 |
| 2.                                                                                              | 「花束」(編曲: back number & 島田昌典)                                           | 清水依与吏（#16、作曲: 清水依与吏 & 川村結花 ） | 清水依与吏（#16、作曲: 清水依与吏 & 川村結花 ） |                                     | 4:48 |
| 3.                                                                                              | 「ハッピーエンド」(編曲: back number & 小林武史)                                 | 清水依与吏（#16、作曲: 清水依与吏 & 川村結花 ） | 清水依与吏（#16、作曲: 清水依与吏 & 川村結花 ） |                                     | 5:16 |
| 4.                                                                                              | 「クリスマスソング」(編曲: back number & 小林武史 / 弦編曲: 小林武史 & 四家卯大) | 清水依与吏（#16、作曲: 清水依与吏 & 川村結花 ） | 清水依与吏（#16、作曲: 清水依与吏 & 川村結花 ） |                                     | 5:42 |
| 5.                                                                                              | 「はなびら」(編曲: back number & soundbreakers)                                  | 清水依与吏（#16、作曲: 清水依与吏 & 川村結花 ） | 清水依与吏（#16、作曲: 清水依与吏 & 川村結花 ） | ストリングスアレンジ: soundbreakers | 4:41 |
| 6.                                                                                              | 「黒い猫の歌」(編曲: back number & soundbreakers)                                | 清水依与吏（#16、作曲: 清水依与吏 & 川村結花 ） | 清水依与吏（#16、作曲: 清水依与吏 & 川村結花 ） |                                     | 4:12 |
| 7.                                                                                              | 「fish」(back number & 島田昌典)                                                 | 清水依与吏（#16、作曲: 清水依与吏 & 川村結花 ） | 清水依与吏（#16、作曲: 清水依与吏 & 川村結花 ） |                                     | 5:25 |
| 8.                                                                                              | 「君がドアを閉めた後」                                                           | 清水依与吏（#16、作曲: 清水依与吏 & 川村結花 ） | 清水依与吏（#16、作曲: 清水依与吏 & 川村結花 ） |                                     | 4:00 |
| 9.                                                                                              | 「青い春」                                                                       | 清水依与吏（#16、作曲: 清水依与吏 & 川村結花 ） | 清水依与吏（#16、作曲: 清水依与吏 & 川村結花 ） |                                     | 3:57 |
| 10.                                                                                             | 「光の街」                                                                       | 清水依与吏（#16、作曲: 清水依与吏 & 川村結花 ） | 清水依与吏（#16、作曲: 清水依与吏 & 川村結花 ） |                                     | 4:32 |
| 11.                                                                                             | 「stay with me」                                                                 | 清水依与吏（#16、作曲: 清水依与吏 & 川村結花 ） | 清水依与吏（#16、作曲: 清水依与吏 & 川村結花 ） |                                     | 5:00 |
| 12.                                                                                             | 「MOTTO」                                                                        | 清水依与吏（#16、作曲: 清水依与吏 & 川村結花 ） | 清水依与吏（#16、作曲: 清水依与吏 & 川村結花 ） |                                     | 3:04 |
| 13.                                                                                             | 「恋」(編曲: back number & 島田昌典)                                             | 清水依与吏（#16、作曲: 清水依与吏 & 川村結花 ） | 清水依与吏（#16、作曲: 清水依与吏 & 川村結花 ） | ストリングスアレンジ: 島田昌典      | 4:15 |
| 14.                                                                                             | 「世田谷ラブストーリー」                                                         | 清水依与吏（#16、作曲: 清水依与吏 & 川村結花 ） | 清水依与吏（#16、作曲: 清水依与吏 & 川村結花 ） |                                     | 4:40 |
| 15.                                                                                             | 「半透明人間」                                                                   | 清水依与吏（#16、作曲: 清水依与吏 & 川村結花 ） | 清水依与吏（#16、作曲: 清水依与吏 & 川村結花 ） |                                     | 3:10 |
| 16.                                                                                             | 「日曜日」(編曲: back number & 島田昌典)                                         | 清水依与吏（#16、作曲: 清水依与吏 & 川村結花 ） | 清水依与吏（#16、作曲: 清水依与吏 & 川村結花 ） | ストリングスアレンジ: 島田昌典      | 3:45 |
| 合計時間:                                                                                       | 合計時間:                                                                        | 合計時間:                                       | 71:23                                           |                                     |      |

| 全作詞・作曲: 清水依与吏、全編曲: back number（特記以外）。 |                                                              |            |            |                                           |      |
| #                                                           | タイトル                                                     | 作詞       | 作曲・編曲 |                                           | 時間 |
| 1.                                                          | 「春を歌にして」                                             | 清水依与吏 | 清水依与吏 |                                           | 6:21 |
| 2.                                                          | 「僕の名前を」(編曲: back number & 蔦谷好位置)               | 清水依与吏 | 清水依与吏 |                                           | 4:54 |
| 3.                                                          | 「SISTER」(編曲: back number & 蔦谷好位置)                   | 清水依与吏 | 清水依与吏 | ストリングスアレンジ: 蔦谷好位置          | 4:09 |
| 4.                                                          | 「助演女優症」                                               | 清水依与吏 | 清水依与吏 |                                           | 5:06 |
| 5.                                                          | 「繋いだ手から」(編曲: back number & 蔦谷好位置)             | 清水依与吏 | 清水依与吏 |                                           | 4:44 |
| 6.                                                          | 「エンディング」(編曲: back number & 亀田誠治)               | 清水依与吏 | 清水依与吏 |                                           | 5:25 |
| 7.                                                          | 「そのドレスちょっと待った」                                 | 清水依与吏 | 清水依与吏 |                                           | 3:48 |
| 8.                                                          | 「わたがし」(編曲: back number & soundbreakers)              | 清水依与吏 | 清水依与吏 |                                           | 4:24 |
| 9.                                                          | 「電車の窓から」                                             | 清水依与吏 | 清水依与吏 |                                           | 4:54 |
| 10.                                                         | 「ヒロイン」(編曲: back number & 小林武史)                   | 清水依与吏 | 清水依与吏 | ストリングスアレンジ: 小林武史 & 四家卯大 | 4:32 |
| 11.                                                         | 「幸せ」                                                     | 清水依与吏 | 清水依与吏 | ストリングスアレンジ: 新屋豊              | 6:39 |
| 12.                                                         | 「アップルパイ」                                             | 清水依与吏 | 清水依与吏 |                                           | 3:43 |
| 13.                                                         | 「003」                                                      | 清水依与吏 | 清水依与吏 |                                           | 3:31 |
| 14.                                                         | 「手紙」(編曲: back number & 小林武史)                       | 清水依与吏 | 清水依与吏 | ストリングスアレンジ: 小林武史 & 四家卯大 | 4:32 |
| 15.                                                         | 「思い出せなくなるその日まで」(編曲: back number & 島田昌典) | 清水依与吏 | 清水依与吏 | ストリングスアレンジ: 島田昌典            | 4:33 |
| 16.                                                         | 「スーパースターになったら」                                 | 清水依与吏 | 清水依与吏 |                                           | 4:25 |
| 合計時間:                                                   | 合計時間:                                                    | 合計時間:  | 75:40      |                                           |      |

### 初回限定盤A（DVD or Blu-ray）
| #   | タイトル                                                      | 作詞 | 作曲・編曲 |
| --- | ------------------------------------------------------------- | ---- | ---------- |
| 1.  | 「Liar」                                                      |      |            |
| 2.  | 「泡と羊」                                                    |      |            |
| 3.  | 「青い春」                                                    |      |            |
| 4.  | 「SISTER」                                                    |      |            |
| 5.  | 「わたがし」                                                  |      |            |
| 6.  | 「僕は君の事が好きだけど君は僕を別に好きじゃないみたい」      |      |            |
| 7.  | 「いつか忘れてしまっても」                                    |      |            |
| 8.  | 「思い出せなくなるその日まで」                                |      |            |
| 9.  | 「君がドアを閉めた後」                                        |      |            |
| 10. | 「サイレン」                                                  |      |            |
| 11. | 「ミラーボールとシンデレラ」                                  |      |            |
| 12. | 「MOTTO」                                                     |      |            |
| 13. | 「半透明人間」                                                |      |            |
| 14. | 「助演女優症2」                                               |      |            |
| 15. | 「東京の夕焼け」                                              |      |            |
| 16. | 「ヒロイン」                                                  |      |            |
| 17. | 「クリスマスソング」                                          |      |            |
| 18. | 「僕の名前を」                                                |      |            |
| 19. | 「Hey!Brother!」                                              |      |            |
| 20. | 「高嶺の花子さん」                                            |      |            |
| 21. | 「スーパースターになったら」                                  |      |            |
| 22. | 「アップルパイ」(Encore)                                      |      |            |
| 23. | 「手紙」(Encore)                                              |      |            |
| 24. | 「そのドレスちょっと待った 」(Encore)                         |      |            |
| 25. | 「making of back number tour 2016 MIRRORBALL and CHANDELIER」 |      |            |

### 初回限定盤B（DVD or Blu-ray）
| #   | タイトル                                                                   | 作詞 | 作曲・編曲 |
| --- | -------------------------------------------------------------------------- | ---- | ---------- |
| 1.  | 「春を歌にして」                                                           |      |            |
| 2.  | 「西藤公園」                                                               |      |            |
| 3.  | 「stay with me」                                                           |      |            |
| 4.  | 「はなびら」                                                               |      |            |
| 5.  | 「花束」                                                                   |      |            |
| 6.  | 「思い出せなくなるその日まで」                                             |      |            |
| 7.  | 「恋」                                                                     |      |            |
| 8.  | 「日曜日」                                                                 |      |            |
| 9.  | 「わたがし」                                                               |      |            |
| 10. | 「青い春」                                                                 |      |            |
| 11. | 「エンディング」                                                           |      |            |
| 12. | 「高嶺の花子さん」                                                         |      |            |
| 13. | 「fish」                                                                   |      |            |
| 14. | 「繋いだ手から」                                                           |      |            |
| 15. | 「ヒロイン」                                                               |      |            |
| 16. | 「SISTER」                                                                 |      |            |
| 17. | 「手紙」                                                                   |      |            |
| 18. | 「クリスマスソング」                                                       |      |            |
| 19. | 「サイレン」                                                               |      |            |
| 20. | 「僕の名前を」                                                             |      |            |
| 21. | 「黒い猫の歌」                                                             |      |            |
| 22. | 「ハッピーエンド」                                                         |      |            |
| 23. | 「花束 (studio live ver.) -bonus video track-」                            |      |            |
| 24. | 「クリスマスソング (studio live ver.) -bonus video track-」                |      |            |
| 25. | 「back numberと秦基博と小林武史「reunion」short film -bonus video track-」 |      |            |